# 圣匝加利亚祭坛画
《圣匝加利亚祭坛画》是意大利文艺复兴画家 乔瓦尼·贝利尼的一幅板面油画，绘制于1505 年，位于威尼斯的圣匝加利亚堂。
这幅画是为纪念威尼斯政治家和外交官皮埃特罗·卡佩罗而作，被称为“艺术家最美丽、最精致的作品之一”。
这是贝里尼的第一部作品，其中不可否认有乔尔乔内的影响。
画面描绘圣母和圣婴坐在宝座上，两侧是四位圣人：使徒圣伯多禄、亚历山大的圣加大肋纳、圣路济亚和圣热罗尼莫。